# Bohinjec
Bohinjec je redkejši priimek v Sloveniji, ki ga je po podatkih Statističnega urada Republike Slovenije na dan 1. januarja 2010 uporabljalo 27 oseb in je med vsemi priimki po pogostosti uporabe uvrščen na 11.038. mesto.

## Znani nosilci priimka
- Joža Bohinjec (1880—1941), pravnik, strokovnjak za socialno zavarovanje
- Jože Bohinjec (1923—2021), zdravnik internist, hematolog, prof. MF
- Jurij Bohinjec = Jurij Wohiniz (1618—1684), pravnik, rektor dunajske univerze
- Mateja Bohinjec (r. Plavšak) (1932—2022), medicinska mikrobiologinja, imunologinja, prof. MF
- Peter Bohinjec (1864—1919), pisatelj in publicist